# Odile Rodin
Pour les articles homonymes, voir Rodin (homonymie).
Odile Rodin, nom de scène d'Odile Marie-Josèphe Léonie Bérard, née le 21 février 1937 à Lyon 6e et morte le 12 décembre 2018 dans le New Hampshire, est une actrice française de cinéma des années 1950.

## Biographie
Odile Bérard est issue d'une famille de la bourgeoisie médicale lyonnaise.
Elle joue dans deux films : Futures Vedettes (1955), avec Brigitte Bardot, et Si Paris nous était conté (1956), avec Danielle Darrieux. Elle interprète aussi le rôle de Marinette dans la pièce de Marcel Pagnol Fabien dont la première a lieu le 28 septembre 1956 au théâtre des Bouffes-Parisiens.

### Vie privée
Odile Rodin a eu, dans sa jeunesse, une relation avec Alexandre Onassis, le fils du magnat grec Aristote Onassis[réf. nécessaire].
En 1956, elle épouse Porfirio Rubirosa à Sonchamp, en Seine-et-Oise. Selon José Luis de Vilallonga, Odile Rodin était alors "une petite comédienne sans avenir dont Rubirosa s'enticha avec l'opiniâtreté de certains hommes sur le point de dire adieu à leur jeunesse. Elle venait d'un petit milieu, elle ne connaissait personne, elle ne savait pas s'habiller. Rubirosa fit de la petite cabotine obscure ce qu'elle est devenue aujourd'hui : un pur produit de la cafe-society internationale."
Après la mort accidentelle de son mari en 1965, elle disparaît de la chronique mondaine et part vivre à Rio de Janeiro, au Brésil, où elle épouse l'homme d'affaires Paulo Marinho, dont elle divorcera quelques années plus tard.
Elle s'installe alors en Nouvelle-Angleterre et se retire de la vie publique. En 2006, elle vit avec son troisième mari, un Américain, dans le New Hampshire.

## Filmographie
- 1956 : Si Paris nous était conté de Sacha Guitry : la princesse d'Essling
- 1955 : Futures Vedettes de Marc Allégret : Erica

## Théâtre
- 1956 : Fabien de Marcel Pagnol, mise en scène Guy Rétoré, Théâtre des Bouffes-Parisiens